# 栗田桃花
栗田 桃花（くりた ももか、2004年3月30日 - ）は、日本の女優、モデル。エイベックス・マネジメント所属。PINK-latteの元webモデルでありwebモデル内のYouTubeユニット「PINK-latte TV」の元メンバーである。

## 略歴
静岡県静岡市清水区出身。2015年、小学校6年生で受けたオーディションに合格し、エイベックス・マネジメントに所属。
2016年、「ナルミヤシンデレラオーディション」にてラブトキシック賞を受賞した。
2017年、東京ガールズコレクション、エイベックス、Amebaが共同で主催する「東京ガールズオーディション」にてLOVE berry賞とレコードメーカー賞を受賞した。
『コピンクス!2020 港と僕とトリロジー』で主人公の声を担当し、テレビ朝日系『ハゲタカ』でテレビドラマデビュー。

## 出演

### テレビ
- NHK『ここは今から倫理です。』 友美役
- フジテレビ『ワイドナショー』 ワイドナ高校生
- テレビ東京『魔法×戦士 マジマジョピュアーズ!』
- テレビ朝日『ハゲタカ』 芝野あずさ役

### 映画
- 『惡の華』 高校生役
- 『ある船頭の話』

### 舞台
- ネルケプランニング主催『ワンサくん』 おねえ役

### モデル
- アパレルブランド「Pink latte」WEBモデル
- 新潮社『ニコ☆プチ』ファッションショー
- 超十代「超チア部」メンバー
- アパレルブランド「RONI」カタログモデル